# ريج إدواردز
ريج إدواردز (بالإنجليزية: Reg Edwards)‏ (1912 في المملكة المتحدة - ) هو لاعب كرة قدم بريطاني في مركز الهجوم. لعب مع نادي بيرنلي ونادي والسول وBrierley Hill Alliance F.C. ‏.